# Mercedes-Benz M08
Con la sigla Mercedes-Benz M08 (o Daimler-Benz M08) si intende una piccola famiglia di motori a scoppio prodotti dal 1928 al 1939 dalla Casa automobilistica tedesca Daimler-Benz per il suo marchio automobilistico Mercedes-Benz.

## Caratteristiche

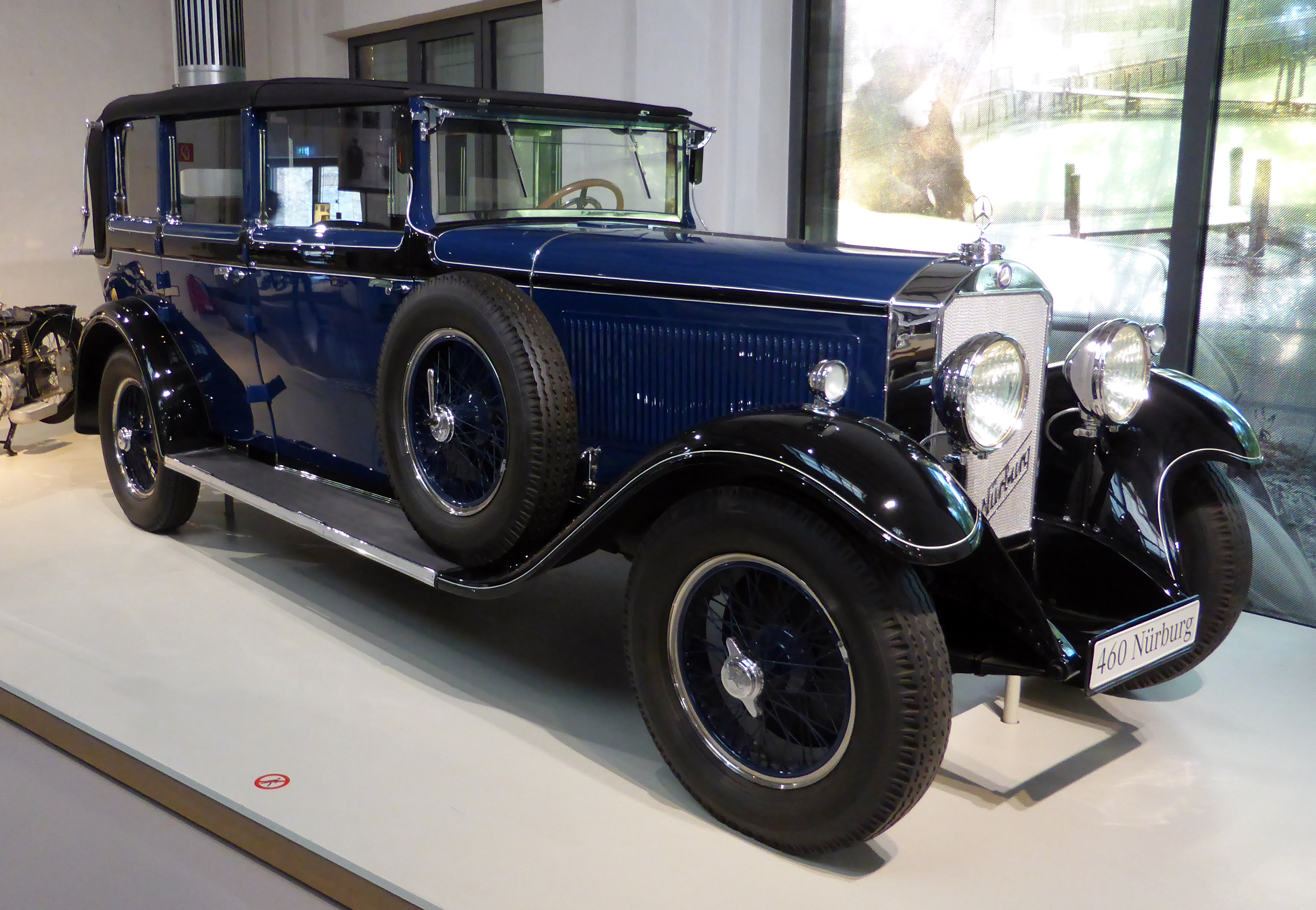
Le applicazioni del motore M08 sono state limitate alle sole vetture della serie W08, più nota con la denominazione Nürburg

Si tratta di una piccola famiglia di motori destinati a modelli di gran lusso prodotti dall'allora giovanissimo marchio di Stoccarda, nato dalla fusione tra Daimler e Benz. 

Sono motori strutturati secondo la configurazione ad 8 cilindri in linea, molto diffusa all'epoca nelle vetture di lusso.

Di questi motori sono esistite fondamentalmente tre versioni, tutte accomunate dalle seguenti caratteristiche:
- architettura ad 8 cilindri in linea;
- basamento e testata in ghisa;
- monoblocco di tipo sottoquadro;
- corsa pari a 115 mm;
- distribuzione ad un asse a camme laterale con valvole in testa;
- alimentazione a carburatore;
- raffreddamento ad acqua.

Non è stata menzionata la misura dell'alesaggio, che infatti non è la stessa per tutte e tre le versioni. 

Di seguito vengono illustrate le caratteristiche ed applicazioni delle tre versioni dei motori M08.

### M08
La prima versione della famiglia M08, denominata allo stesso modo, era caratterizzata da un alesaggio pari ad 80 mm, il quale, unito alla corsa di 115 mm, portava ad una cilindrata di 4624 cm³. Il rapporto di compressione era di 5:1 e l'alimentazione avveniva tramite un carburatore Zenith. La potenza massima era di 80 CV a 3200 giri/min, con una coppia massima di 237 Nm a 1200 giri/min.

Questo motore è stato montato sulle Mercedes-Benz 460, note anche come Mercedes-Benz Nürburg e prodotte dal 1928 al 1933.

### M08 II
La seconda versione dei motori M08 ha la sigla M08 II, è stata introdotta nel 1931 e differisce dalla prima per la misura dell'alesaggio, portato ad 82.5 mm, per una cilindrata di 4918 cc. Il rapporto di compressione, inizialmente invariato, ha subito nel corso degli anni un continuo incremento, così riassumibile:
- 1931-32: 5:1;
- 1932-33: 5.75:1;
- 1933-36: 6:1.

Meno articolati i livelli di potenza massima, che erano solo due: fino al 1936 questa raggiungeva 100 CV a 3100 giri/min, con coppia massima di 254 N·m a 1250 giri/min. Questa versione non va confusa con il contemporaneo 5 litri M24, tutto un altro motore.

L'applicazione di questo motore include unicamente la Mercedes-Benz 500 Nürburg prodotta dal 1931 al 1936.

### M08 III
Il motore M08 III è in pratica un'evoluzione del motore M08 II. Stessa cilindrata, ha un rapporto di compressione più alto e pari a 6.6:1. La potenza sale così a 110 CV a 3300 giri/min. È stato montato sulle ultime Mercedes-Benz 500 Nürburg, prodotte dal 1936 al 1939.